# Donan (Purwosari)
Donan is een bestuurslaag in het regentschap Bojonegoro van de provincie Oost-Java, Indonesië. Donan telt 1900 inwoners (volkstelling 2010).